# Qualitative Inhaltsanalyse

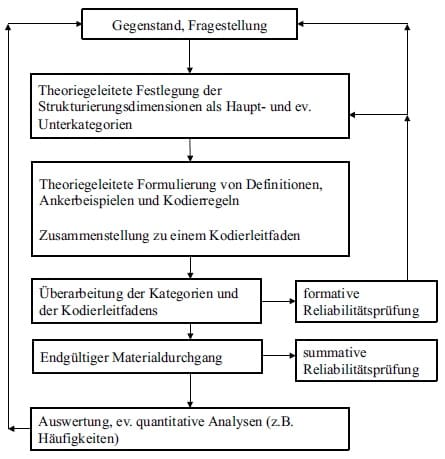
Deduktives Vorgehen bei einer Inhaltsanalyse

Die Qualitative Inhaltsanalyse ist eine Methode zur Datenauswertung im Bereich der empirischen Sozialforschung. Das Ziel qualitativer Inhaltsanalyse liegt in der Ordnung und Strukturierung von manifesten und latenten Inhalten. Diese können in unterschiedlichen Formen von Material enthalten sein, so z. B. in Transkripten von Interviews, Zeitungsartikeln, aber auch Bilder oder Videoaufnahmen.
Das Ziel der Entwicklung der qualitativen Inhaltsanalyse ist es, eine systematische und intersubjektiv überprüfbare Textanalysemethode zu entwickeln, die trotz der Interpretationsbedürftigkeit und Bedeutungsfülle sprachlichen Materials wissenschaftlichen Ansprüchen gerecht wird. Im Gegensatz zur quantitativen Inhaltsanalyse will sie weder zahlenmäßige Zusammenhänge entdecken, noch repräsentativ für eine Grundgesamtheit sein. Die qualitative Inhaltsanalyse wurde im deutschsprachigen Raum vor allem von Philipp Mayring seit 1980 entwickelt und steht in einer Reihe weiterer sozialwissenschaftlicher Textanalysemethoden, wie der objektiven Hermeneutik und der Grounded Theory.
Die qualitative Inhaltsanalyse steht dabei in der Tradition der Hermeneutik, die menschliches Verhalten verstehen und nicht erklären will. Des Weiteren nutzt sie Erkenntnisse der Literaturwissenschaft, der Kommunikationswissenschaft und der Psychologie zur Textverarbeitung.
Bisherige Anwendungsgebiete der qualitativen Inhaltsanalyse finden sich vor allem für Interviews, darüber hinaus aber auch für Untersuchungen von Argumentationsmustern, Debatten, Zeitdokumenten, Literatur oder Biographien. In wissenschaftlichen Disziplinen, welche überwiegend qualitative Datenerhebung (qualitative Sozialforschung) in Feldforschungen anwenden, z. B. der Ethnologie, ist die qualitative Inhaltsanalyse wesentlich. Weiter bietet sie eine Grundlage zum analytischen Vergleich. Das Stellen einer Forschungsfrage, bzw. eine problemorientierte Analyse ist hierbei als unerlässlich anzusehen.
In einer Weiterentwicklung und Öffnung seines Ansatzes spricht Mayring nunmehr von einer qualitativ orientierten Inhaltsanalyse. Dies impliziert eine Anwendung quantitativer Analyseverfahren auf die qualitative Inhaltsanalyse wie beispielsweise Häufigkeitsvergleiche oder auch Skalenbildung und Korrelationsbestimmung.